# Angela Belcher
Angela Belcher, född 1968 i Texas, USA, är en amerikansk kemist och forskare inom nanotekniken. Hon är professor i materialvetenskap och bioteknik på MIT.

## Biografi
Belcher växte upp i San Antonio, Texas. Som barn älskade hon att läsa om genetik och om vad som gjorde att levande organismer levde. Hon gick ofta till biblioteket och blev här intresserad av medicin och olika sjukdomar. Hon började besöka sjukhuset och fick gå bredvid läkarna i deras vardag och lära sig om läkaryrket.
Hon började studera på University of California, Santa Barbara och ville från början bli läkare, men blev sedan mer intresserad av molekyler och hur de tillsammans bygger upp allting. Hennes doktorsavhandling handlade därför om vad ostron är uppbyggda av, och blev klar 1997.
Mellan åren 1999 och 2002 var hon professor i kemi på University of Texas at Austin och forskade på genetiskt modifierade virus som hon lyckats växa på kisel, och som kan användas till bland annat självorganisering av nanotrådar. År 2002 började hon på MIT och var samma år med och grundade nanoföretaget Cambios Technology Corp. som använder sig av biomolekyler för att producera bättre och billigare elektroniska komponenter.

## Forskning
Belchers forskning har fokus på att förstå naturens egna strukturer och processer på nanoskalan och sedan efterlikna dess metoder för att bygga upp nya material av organiska och oorganiska elektriska och magnetiska komponenter. Materialen kan sedan användas till bland annat batterier, solceller och instrument för medicinsk diagnostik. Forskningen är högst tvärvetenskaplig och förenar materialkemi, oorganisk kemi, biokemi med såväl molekylärbiologi som elektroteknik.

## Utmärkelser och publiceringar
Belcher har för sin framstående forskning tagit emot en rad utmärkelser och priser, bland andra:
- Fortune Top 10 Innovators under 40 (2003)
- MacArthur Fellowship Award (2004)
- Scientific American’s Researcher of the Year (2006)
- Time Magazine “Hero”- Climate Change (2007)

Hon har publicerat över 70 vetenskapliga artiklar i många framgångsrika tidskrifter, bland andra Sience, Nature och Nano letters.

## Fotnoter
1. 1 2 3  http://www.lawrencehallofscience.org/nanozone/tn/thennow_belcher.htm
2. 1 2  belcher10.mit.edu/people/angela-belcher/
3. ↑  http://books.google.se/books?id=428i2UdWRRAC&pg=PA22&lpg=PA22&dq=Angela+Belcher+scientist+birth&source=bl&ots=tLLOofemo-&sig=GkKzUMXikr4t4bmQmeHgGeRft1o&hl=en&sa=X&ei=stLyT5jOIObQ4QSu693oCQ&redir_esc=y#v=onepage&q=Angela%20Belcher%20scientist%20birth&f=false
4. 1 2  Booker, Richard; Earl Boysen (2005). Nanotechnology for dummies. Indianapolis: Wiley Publishing, Inc. sid. 323. ISBN 0-7645-8368-9
5. ↑  ”Arkiverade kopian”. Arkiverad från originalet den 28 september 2007. https://web.archive.org/web/20070928041813/http://www.cambrios.com/39/Company.htm. Läst 11 juli 2007.
6. ↑  ”Arkiverade kopian”. Arkiverad från originalet den 8 juli 2012. https://web.archive.org/web/20120708051102/http://belcher10.mit.edu/publications/. Läst 8 augusti 2012.